# Ken Hudson Campbell
Ken Hudson Campbell (Elmhurst, Illinois, 5 de junio de 1962) es un actor estadounidense de cine, teatro y televisión.

## Carrera
Campbell inició su carrera en el grupo de comedia de Chicago The Second City. Logró reconocimiento al interpretar el papel de San Nicolás en la película de 1990 Home Alone. Un año después interpretó el papel de "Animal" en la serie de televisión de Fox Herman's Head, así como a Buckman en la comedia de 1996 Down Periscope. Apareció en el episodio de Seinfeld "The Seven", donde interpretó a Ken. Personificó a Bruce, el propietario de una librería en la película de 1997 de Disney Channel Under Wraps. Registró apariciones en otras películas de la década de 1990 como Armageddon y Groundhog Day.
Entre sus más recientes apariciones, destaca la voz del oso Boomer en la película animada de 2019 Wonder Park.